# Холлмер, Ларс
Ларс Густав Габриель Холлмер (1948—2008) — шведский аккордеонист, клавишник и композитор, автор разнообразной музыки — от скандинавской танцевальной до прог-рок-композиций. Холлмер был основателем и участником многих групп, большинство из которых записывались в The Chickenhouse, его студии в Уппсале. Его работы с коллективом Samla Mammas Manna считаются прогрессивным роком. Вместе с тем, Холлмер-аккордеонист был способен сотрудничать с музыкантами, играющими в самых разнообразных стилях — его музыка гармонично сочетается с Accordion Tribe, с экспериментальной музыкой Фреда Фрита или с японским джазом. Холлмер был кинокомпозитором, писал музыку к театральным и танцевальным постановкам. Обладатель шведского Грэмми за диск Andetag (1999).

## Дискография

### СSamla Mammas Manna
- Samla Mammas Manna 1971
- Måltid 1973
- Klossa Knapitatet 1974
- Snorungarnas Symfoni 1975

### С Zamla Mammaz Manna
- Schlagerns Mystik / För Äldre Nybegynnare (The Mystery of Popular Music / For Older Beginners) 1977
- Familjesprickor (Family Cracks) 1980

### С von Zamla
- Zamlaranamma 1982
- No Make Up 1984

### С Ramlösa Kvällar
- Ramlösa Kvällar (Nights Without Frames) 1977

### С Fem Söker En Skatt
- Fem Söker En Skatt 1995

### С Looping Home Orchestra
- Vendeltid 1987
- Lars Hollmer. Looping Home Orchestra Live 92-93 (DOOR FLOOR SOMETHING WINDOW) 1994

### С Accordion Tribe
- Accordion Tribe (live, 1998)
- Sea of Reeds (2002)
- Lunghorn Twist (2006)

### С японским джазовым коллективом
- SOLA 2000

### С Fanfare Pourpour
- KARUSELL MUSIK 2007

### Сольные альбомы
- XII Sibiriska Cyklar 1981
- Vill Du Höra Mer 1982
- Från Natt Idag 1983
- Joggingcharleston (Single, 1984)
- Tonöga 1985
- The Siberian Circus 1993
- Vandelmässa 1995
- Andetag 1998
- Viandra 2007